# Filmographie de l'anarchisme
L'article Filmographie de l'anarchisme rassemble :
- des films de fiction qui s'inspirent de biographies d'anarchistes ou de l'histoire du mouvement libertaire
- des films documentaires retraçant la vie d'anarchistes et l'histoire du mouvement libertaire

## Films de fiction
| Année | Titre                              | Réalisation                                | Genre                           | Thèmes |
| ----- | ---------------------------------- | ------------------------------------------ | ------------------------------- | --- |
| 1912  | Bandits en automobile              | Victorin Jasset                            | Drame                           | |
| 1915  | Gus and the Anarchists (en)        | John A. Murphy                             | Comédie                         | |
| 1933  | Zéro de conduite                   | Jean Vigo                                  | Comédie dramatique              | Anarchisme et éducation                                                                                       |
| 1940  | Le Dictateur                       | Charlie Chaplin                            | Satire politique                | Antisémitisme, Fascisme                                                                                       |
| 1964  | Et vint le jour de la vengeance    | Fred Zinnemann                             | guerre                          | Guerre civile Espagnole                                                                                       |
| 1967  | Week-end                           | Jean-Luc Godard                            | Humour noir                     | Bourgeoisie, Nihilisme                                                                                        |
| 1968  | La Bande à Bonnot                  | Philippe Fourastié                         |                                 | La Bande à Bonnot                                                                                             |
| 1969  | Eros + Massacre                    | Yoshishige Yoshida                         | Film biographique               | Anarchisme au Japon, Amour libre, Sakae Ōsugi                                                                 |
| 1971  | Sacco et Vanzetti                  | Giuliano Montaldo                          | Docudrama                       | Sacco et Vanzetti                                                                                             |
| 1972  | Tout va bien                       | Jean-Luc Godard et Jean-Pierre Gorin       | Drame politique                 | Lutte des classes, Mai 68                                                                                     |
| 1973  | Film d'amour et d'anarchie         | Lina Wertmüller                            | Film d'amour                    | Anarchisme en Italie, Antifascisme                                                                            |
| 1973  | L'An 01                            | Jacques Doillon, Alain Resnais, Jean Rouch | Comédie                         | Anarcho-syndicalisme, Grève                                                                                   |
| 1974  | Nada                               | Claude Chabrol                             |                                 | Propagande par le fait                                                                                        |
| 1974  | La Patagonia rebelde               | Héctor Olivera                             |                                 | Anarcho-syndicalisme                                                                                          |
| 1976  | La Cecilia                         | Jean-Louis Comolli                         |                                 | colonie anarchiste                                                                                            |
| 1981  | Reds                               | Warren Beatty                              | Drama historique                | Emma Goldman, John Reed, Révolution russe                                                                     |
| 1983  | Born in Flames                     | Lizzie Borden                              | Science fiction                 | Classicisme, Féminisme, Hétérosexisme, Racisme                                                                |
| 1983  | Tendre Gang                        | Nikos Nikolaidis                           | Experimental Crime drama        | Antiétatisme, Surveillance                                                                                    |
| 1984  | Suburbia                           | Penelope Spheeris                          |                                 | Mouvement punk, Squat                                                                                         |
| 1988  | They Live                          | John Carpenter                             | Science fiction Action-thriller | Message subliminal                                                                                            |
| 1990  | Slacker                            | Richard Linklater                          | Comédie dramatique              | Classe sociale, Chômage                                                                                       |
| 1993  | La Stratégie de l'escargot         | Sergio Cabrera                             | Comédie                         | Droit au logement, Squat                                                                                      |
| 1995  | Land and Freedom                   | Ken Loach                                  | guerre                          | Journées de mai 1937 à Barcelone, POUM, guerre civile espagnole                                               |
| 1996  | La Belle Verte                     | Coline Serreau                             | Sci-fi, Comédie                 | Utopie |
| 1996  | Libertarias                        | Vicente Aranda                             | guerre                          | Anarcha-féminisme, Mujeres Libres, \|guerre civile espagnole                                                  |
| 1999  | La Langue des papillons            | José Luis Cuerda                           | Drame                           | guerre civile espagnole                                                                                       |
| 2000  | Anarchists (film) (en)             | Yoo Young-sik                              | Action                          | Anarchisme insurrectionnaliste, Histoire de la Corée durant la colonisation japonaise, Propagande par le fait |
| 2000  | La Commune (Paris, 1871)           | Peter Watkins                              | Drame historique                | Commune de Paris                                                                                              |
| 2000  | Together                           | Lukas Moodysson                            | Comédie dramatique              | Commune |
| 2001  | Retour de flammes                  | Gregor Schnitzler                          | ActionComédie dramatique        | Gentrification, Squat                                                                                         |
| 2002  | The Anarchist Cookbook (film) (en) | Jordan Susman                              | Comédie romantique              | Nihilisme, The Anarchist Cookbook                                                                             |
| 2004  | The Edukators                      | Hans Weingartner                           |                                 | Anticapitalisme                                                                                               |
| 2005  | This Revolution (en)               | Stephen Marshall                           |                                 | Opération Liberté irakienne, Black Bloc, Biais médiatique                                                     |
| 2006  | Salvador (Puig Antich)             | Manuel Huerga                              | biopic                          | Peine de mort, Movimiento Ibérico de Liberación, Salvador Puig Antich                                         |
| 2006  | V pour Vendetta                    | James McTeigue                             |                                 | Antifascisme, Propagande par le fait                                                                          |
| 2007  | Bataille à Seattle                 | Stuart Townsend                            |                                 | Manifestations de 1999 à Seattle, Inégalités de revenu                                                        |
| 2007  | Homotopia                          | Eric Stanley & Chris Vargas                | Drame                           | Assimilation culturelle, Gay Shame, Anarchisme queer                                                          |
| 2008  | La Femme de l'anarchiste           | Marie Noëlle et Peter Sehr                 | Drama historique                | Antifascisme                                                                                                  |
| 2012  | Opération Libertad                 | Nicolas Wadimoff                           | Drame                           | |
| 2012  | No God, No Master (en)             | Terry Green                                |                                 | Massacre de Ludlow, Affaire Sacco et Vanzetti                                                                 |
| 2013  | The East                           | Zal Batmanglij                             | Thriller                        | Écoterrorisme, Écologie libertaire                                                                            |
| 2016  | Les Anarchistes                    | Élie Wajeman                               | Drama historique                | |
| 2017  | Anarchist from Colony              | Lee Joon-ik                                | biopic Drama historique         | Fumiko Kaneko, Park Yeol                                                                                      |
| 2022  | Un homme d'action                  | Javier Ruiz Caldera                        |                                 | Lucio Urtubia                                                                                                 |
| 2022  | Désordres                          | Cyril Schäublin                            | Drama historique                | |

## Documentaires
| Année | Titre                                            | Réalisation                    | Thèmes                                                     |
| ----- | ------------------------------------------------ | ------------------------------ | ---------------------------------------------------------- |
| 1963  | Mourir à Madrid                                  | Frédéric Rossif                | Guerre civile espagnole                                    |
| 1974  | La Patagonia rebelde                             | Héctor Olivera                 | Patagonie rebelle                                          |
| 1974  | El Sopar (en)                                    | Pere Portabella                | Prison, Salvador Puig Antich                               |
| 1980  | The Free Voice of Labor (en)                     | Steven Fischler et Joel Sucher | L'anarchisme juif (en)                                     |
| 1981  | Anarchisme en Amérique (en)                      | Steven Fischler et Joel Sucher | Anarchisme aux États-Unis                                  |
| 1992  | Chomsky, les médias et les illusions nécessaires | Mark Achbar et Peter Wintonick | La Fabrication du consentement, \|Biais médiatique         |
| 1995  | Nestor Makhno, un paysan d’Ukraine               | Hélène Châtelain               | Nestor Makhno                                              |
| 1996  | Libertarias                                      | Vicente Aranda                 | Femmes libertaires durant la guerre civile espagnole       |
| 1997  | Vivir la utopía (en)                             | Juan Gamero                    | Anarcho-syndicalisme, Révolution sociale espagnole de 1936 |
| 1999  | Breaking the Spell (en)                          | CrimethInc (en)                | Manifestations de 1999 à Seattle, Anticapitalisme          |
| 2000  | Ácratas (en)                                     | Virginia Martínez              | Anarchisme en Uruguay                                      |
| 2000  | Emma Goldman: The Anarchist Guest (en)           | Coleman Romalis                | Emma Goldman                                               |
| 2003  | The Fourth World War                             | Richard Rowley                 |                                                            |
| 2004  | The Diary of Sacco and Vanzetti (en)             | David Rothauser                | Affaire Sacco et Vanzetti                                  |
| 2004  | The Miami Model                                  | Indymedia                      | Miami model                                                |
| 2006  | Sacco and Vanzetti (en)                          | Peter Miller                   | Affaire Sacco et Vanzetti                                  |
| 2006  | There Is No Authority But Yourself (en)          | Alexander Oey                  | Anarcho-punk, Crass                                        |
| 2010  | The Chicago Conspiracy                           | CrimethInc (en)                | Dictature militaire d'Augusto Pinochet                     |
| 2011  | pickAxe                                          | CrimethInc (en)                | Ecotage (en)                                               |
| 2011  | END:CIV                                          | Franklin López                 | Anti-civ, Pic pétrolier                                    |
| 2013  | Ne vivons plus comme des esclaves                | Yannis Youlountas              |                                                            |
| 2015  | Je lutte donc je suis                            | Yannis Youlountas              |                                                            |
| 2016  | American Anarchist (en)                          | Charlie Siskel                 | The Anarchist Cookbook                                     |
| 2016  | Ni dieu ni maître, une histoire de l'anarchisme  | Tancrède Ramonet               | histoire de l'anarchisme                                   |
| 2018  | L'Amour et la Révolution                         | Yannis Youlountas              |                                                            |
| 2024  | Nous n'avons pas peur des ruines                 | Yannis Youlountas              |                                                            |